# Улица Григория Верёвки (Чернигов)
Улица Григория Верёвки (укр. Вулиця Григорія Верьовки) — улица в Деснянском районе города Чернигова. Пролегает от улицы Шевченко до улицы Защитников Украины, исторически сложившаяся местность (район) Бобровица.
Примыкает переулок Шевченко.

## История
Безымянная улица была проложена после Великой Отечественной войны на территории ныне бывшего села Бобровица. 
После вхождения села Бобровица в состав города Чернигова, в 1974 году получила современное название — в честь советского украинского композитора и хорового дирижёра Григория Гурьевича Верёвки.

## Застройка
Улица пролегает в северо-западном направлении. Парная и непарная стороны улицы заняты усадебной и нежилой застройкой (территория предприятия «Сельхозтехника» («Сельхозхимия») — улица Шевченко, дом № 162А), частично многоэтажной жилой застройкой (один 7-этажный дом). На углу с улицей Защитников Украины расположено поликлиническое отделение городской больницы № 3 (улица Защитников Украины, дом № 22).